# Fasciolopsiasi umana
La fasciolopsiasi è una distomatosi intestinale: una parassitosi dell'intestino tenue dei suini, che, accidentalmente, può colpire l'uomo.

## Eziologia
Fasciolopsis buski è il distoma intestinale gigante (“giant intestinal fluke”), il più grande dei distomi. È un platelminta, trematode, dell'ordine degli Echinostomatida e della famiglia delle Fasciolidae.

## Storia
- Nel 1843 il chirurgo inglese George Busk, durante un'autopsia, trovò 14 vermi piatti nel duodeno di un marinaio proveniente dall'estremo Oriente asiatico, ma la scoperta non venne divulgata.
- Nel 1852 la scoperta venne brevemente accennata nell'opera "Diseases of the Liver" di George Budd.
- Nel 1857, nella sua traduzione di "On Animal and Vegetable Parasites", ER Lankester riportò la scoperta, battezzando il parassita Distoma buski, in onore del suo scopritore. Busk invece propose il nome di Distoma crassum; ma il nome era già stato impiegato per un altro parassita scoperto precedentemente.
- Nel 1874 due missionari in Cina si presentarono a un medico inglese lamentando diarrea persistente, che non rispondeva ai trattamenti tradizionali. Alla fine 12 vermi piatti furono ritrovati nelle loro feci e furono mostrati a George Busk, che li riconobbe immediatamente come quelli che egli stesso vide anni prima.
- Nel 1887 J Poirier descrisse un verme eliminato da una donna cinese come il Distoma crassum scoperto da Busk.
- Nel 1902 Odhner esaminò i vermi eliminati da un ragazzo cinese nel 1890, migliorandone la descrizione, attribuendoli al nuovo genere Fasciolopsis (dal latino "fasciola", piccolo nastro, e dal greco "-opsis", simile a) e chiamando la specie Fasciolopsis buski.
- Nel 1908 un verme eliminato da una bimba cinese venne chiamato "Kwan's Fluke", ma si rivelò essere il parassita scoperto da Busk.
- Nel 1909 vermi eliminati da un marinaio di Calcutta, furono attribuiti da Rodenwaldt a una presunta nuova specie di Fasciolopsis che chiamò Fasciolopsis fulleborni.
- Nel 1917 Brown studiò campioni di quei vermi è li riattribuì a una nuova specie: F.spinifera.
- Nel 1919 tutte le dispute si conclusero, quando K. W. Goddard, al "Christian Hospital" di Shaohsing, in Cina, studiò oltre 400 esemplari di quei vermi e accomunò le specie F.buski, F.goddardi, e F.rathouisi sotto l'unica specie F.buski.
- Nel 1921 Nakagawa descrisse per primo il ciclo vitale di F.buski.

## Epidemiologia
F.buski infesta circa 100 milioni di individui nel mondo. La fasciolopsiasi è endemica in Cina, Taiwan, Thailandia, Indonesia, Subcontinente indiano, Cuba.

## Morfologia
Le uova di Fasciolospis hanno dimensioni di 160 µm x 100 µm, e sono praticamente indistinguibili da quelle di Fasciola hepatica, allungate, ovalari, opercolate. L'adulto di F.buski è lungo 75 mm, largo 20mm, e spessomm, un poco più grande di Fasciola hepatica, a forma di foglia, allungato, ovalare. Di colore rosa, vive nell'intestino tenue e nello stomaco.

## Modalità di trasmissione e ciclo vitale

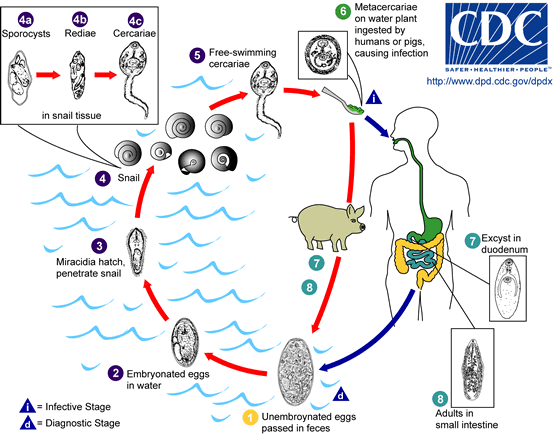
Ciclo vitale di Fasciolopsis (Fonte: CDC di Atlanta)

Le uova di Fasciolopsis sono eliminate con le feci, nell'acqua dolce, dove in 3-7 settimane diventano embrionate, liberano i miracidi, forme larvali che entro 24 ore o infestano l'ospite intermedio, un mollusco dei generi Segmentina, Hippeutis, e Polypylis. Nel mollusco il miracidio diventa sporocisti, prima e seconda redia, e cercaria, che poi si libera dal mollusco, diventa metacercaria e si incista su piante acquatiche: le “noci d'acqua”, delle quali in Asia si nutrono uomini e suini. Gli uomini si infestano mangiando con la buccia o sbucciando con i denti frutti, baccelli, radici, o tuberi di noci d'acqua, loto, e altre piante acquatiche contaminate dalle metacercarie. Dopo l'ingestione, la metacercaria si schiude nel duodeno e si attacca alla parete intestinale, diventa verme adulto in 3 mesi e vive per 1 anno circa.

## Patogenesi
La patogenicità dipende dalla carica infestante del parassita. La maggior parte delle infestazioni sono leggere e asintomatiche. Fasciolopsis aderisce alla mucosa duodenale e può provocare infiammazione della parete con formazione di ascessi.

## Clinica
Nelle infestazioni importanti si hanno diarrea alternata a stitichezza, dolore addominale, febbre. Nelle infestazioni croniche si possono avere ascite, anasarca e occlusione intestinale.

## Diagnosi

### Anamnesi
Recente assunzione di vegetali crudi contaminati, dopo un soggiorno nelle zone endemiche (Asia).

### Indagini microbiologiche

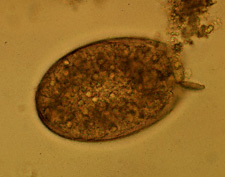
uovo di F.buski (Fonte:CDC)

La diagnosi parassitologica si ottiene con la dimostrazione microscopica delle uova (più raramente dei vermi adulti) nelle feci o nel vomito. Le uova di Fasciola e di Fasciolopsis sono molto simili tra loro

## Terapia

### Antiparassitaria
- Praziquantel (Biltricide) 25 mg/kg/dose per os, ogni 8 ore in una giornata.
- Niclosamide può essere utilizzata come farmaco alternativo nella terapia antiparassitaria. La dose standard (2g in unica soluzione a stomaco vuoto al mattino) viene somministrata ogni 2 giorni per un totale di 3 dosi.